# Distretto di Ghazaouet
Il distretto di Ghazaouet è un distretto della provincia di Tlemcen, in Algeria. Confina a nord con il mar Mediterraneo, ad ovest con il distretto di Bab El Assa, a sud con il distretto di Nedroma ed ad est con il distretto di Honaïne.

## Comuni
Il distretto di Beni Boussaid comprende 4 comuni:
- Ghazaouet, capoluogo del distretto.
- Dar Yaghmouracene
- Souahlia
- Tienet